# 대한민국 제18대 대통령 선거 새누리당 후보 경선
새누리당 제18대 대통령 후보 경선은 2012년 대통령 선거를 위해 새누리당의 후보를 선출한 절차를 말한다. 국민 참여 선거인단의 현장 투표를 80%, 여론조사를 20% 씩 반영한 경선 결과 박근혜 전 당 비상대책위원장이 대통령 후보로 확정되었다. 박근혜 후보는 그해 12월 19일 실시된 대통령 선거에서 문재인 민주통합당·국민연대 후보를 누르고 1위를 차지, 대통령에 당선되었다.

## 경선 방식
제17대 대통령 선거 한나라당 후보 경선 때와 마찬가지로 8월 19일 하루 동안 선거를 진행해 여론조사 20%, 대의원 투표 20%, 일반 당원 투표 30%, 일반 국민 투표 30%의 비율로 계산, 최다득표자를 대통령 후보로 지명하는 방식을 택했다.

## 후보자
| 새누리당 제18대 대통령 선거 경선 후보 | 새누리당 제18대 대통령 선거 경선 후보 | 새누리당 제18대 대통령 선거 경선 후보 | 새누리당 제18대 대통령 선거 경선 후보                                                                  | 새누리당 제18대 대통령 선거 경선 후보 | 새누리당 제18대 대통령 선거 경선 후보 |
| 기호                                  | 후보                                  | 생년                                  | 경력                                                                                                   | 비고                                  |                                       |
| ------------------------------------- | ------------------------------------- | ------------------------------------- | --- | ------------------------------------- | ------------------------------------- |
| 1                                     | 임태희                                | 1956년                                | 제24대 노동부 장관 초대 고용노동부 장관 제3대 대통령실장 제16·17·18대 국회의원                         |                                       |                                       |
| 2                                     | 박근혜                                | 1952년                                | 제15·16·17·18·19대 국회의원 前 한국미래연합 당대표 前 한나라당 대표최고위원 前 새누리당 비상대책위원장 | 최종 후보 선출                        |                                       |
| 3                                     | 김태호                                | 1962년                                | 제32·33대 경상남도지사 제36대 경상남도 거창군수 제6대 경상남도의회 의원 제18·19대 국회의원             |                                       |                                       |
| 4                                     | 안상수                                | 1946년                                | 제11·12대 인천광역시장 제15대 국회의원                                                                 |                                       |                                       |
| 5                                     | 김문수                                | 1951년                                | 제32·33대 경기도지사 제15·16·17대 국회의원                                                             |                                       |                                       |

## 경과
2012년 4월 23일 김문수 경기지사를 시작으로, 4월 29일 정몽준 의원, 5월 6일 안상수 전 인천광역시장, 5월 8일 임태희 전 대통령실장, 5월 10일 이재오 의원, 7월 10일 박근혜 의원, 7월 11일 김태호 의원이 대선 후보 출마를 선언하였다.
제16대 대선 때부터 대권 주자로 거론되던 박근혜는 제17대 대선 당시 한나라당 후보 경선에서 2위를 한 것에 이어 제19대 총선에서 비대위원장으로서 총선 승리를 이끌어내면서 당의 가장 강력한 차기 대권 주자가 되었다. 이런 상황 속에 정몽준, 이재오, 김문수 등 비박 후보들은 지난 대선 때와 같은 원샷 경선 방식으론 경선은 하나마나라며 오픈프라이머리 경선을 도입할 것을 요구하고 나섰으나, 대부분 친박으로 구성돼있던 새누리당 지도부는 기존 경선 방식 고수를 결정했다. 정몽준, 이재오 등은 이같은 경선 방식에 반발하여 불출마를 선언했다.

## 결과
새누리당은 8월 20일 전당대회를 열고 다음과 같은 선거 결과를 발표, 박근혜 전 당 비대위원장을 제18대 대통령 후보로 공식 선출했다. 경선에는 선거인단 200,449명 중 82,624명이 투표에 참여하여 최종 투표율은 41.2%를 기록했다. 이는 2007년 경선 당시 투표율인 70.8%에 비해선 약 29.6포인트, 2002년 경선 당시 투표율인 53.3%에 비해선 약 12.1포인트 낮은 결과이다.
| 순위 | 기호 | 이름   | 선거인단 | 여론조사 | 총 득표 | 비고 |
| 순위 | 기호 | 이름   | 비율     | 비율     | 비율    | 비고 |
| ---- | ---- | ------ | -------- | -------- | ------- | ---- |
| 1    | 2    | 박근혜 | 71,176   | 15,413   | 86,589  | 당선 |
| 1    | 2    | 박근혜 | 86.18%   | 74.73%   | 83.97%  | 당선 |
| 2    | 5    | 김문수 | 5,622    | 3,333    | 8,955   |      |
| 2    | 5    | 김문수 | 6.81%    | 16.16%   | 8.68%   |      |
| 3    | 3    | 김태호 | 2,616    | 682      | 3,298   |      |
| 3    | 3    | 김태호 | 3.17%    | 3.31%    | 3.20%   |      |
| 4    | 1    | 임태희 | 2,341    | 335      | 2,676   |      |
| 4    | 1    | 임태희 | 2.83%    | 1.62%    | 2.60%   |      |
| 5    | 4    | 안상수 | 739      | 861      | 1,600   |      |
| 5    | 4    | 안상수 | 0.89%    | 4.17%    | 1.55%   |      |

## 같이 보기
- 대한민국 제18대 대통령 선거
- 대한민국 제18대 대통령 선거 민주통합당 후보 경선
- 대한민국 제18대 대통령 선거 통합진보당 후보 경선
- 대한민국 제18대 대통령 선거 진보정의당 후보 선출
- 대한민국 제18대 대통령 선거 노동자대통령선거투쟁본부 후보 선출